# Breda Mod. 38
Bréda Mod.38 — итальянский танковый пулемёт. Разработан фирмой Breda на основе конструкции пулемёта Breda Mod. 37. Поступил на вооружение итальянской армии в 1938 году. После принятия на вооружение стал, фактически, стандартным танковым пулемётом, использовавшимся вплоть до капитуляции Италии.

## Устройство
Автоматика пулемёта работает на основе отвода пороховых газов из канала ствола. Охлаждение воздушное. Простота конструкции позволяет быстро проводить разборку в полевых условиях, а относительно тяжёлый (4,5 кг) ствол — произвести достаточно большое количество выстрелов до его перегрева.
От Breda Mod. 37 отличается более коротким стволом, наличием пистолетной рукоятки и магазинным питанием через расположенный сверху приёмник. Стреляные гильзы собираются в прикрепляемый снизу ствольной коробки мешок-гильзоуловитель.
На танке пулемёт мог применяться в качестве зенитного (с концентрическим прицелом) или монтироваться в шаровую установку, спаренным с другим аналогичным, как с левой так и с правой стороны.
Также предусматривалась возможность использования пулемёта Breda Mod. 38 в качестве пехотного на треноге, при этом штатный оптический прицел заменялся на соответствующий пехотный, закрепляемый с правой стороны.